# クリスティーネ・ヨハンナ・バイスマン

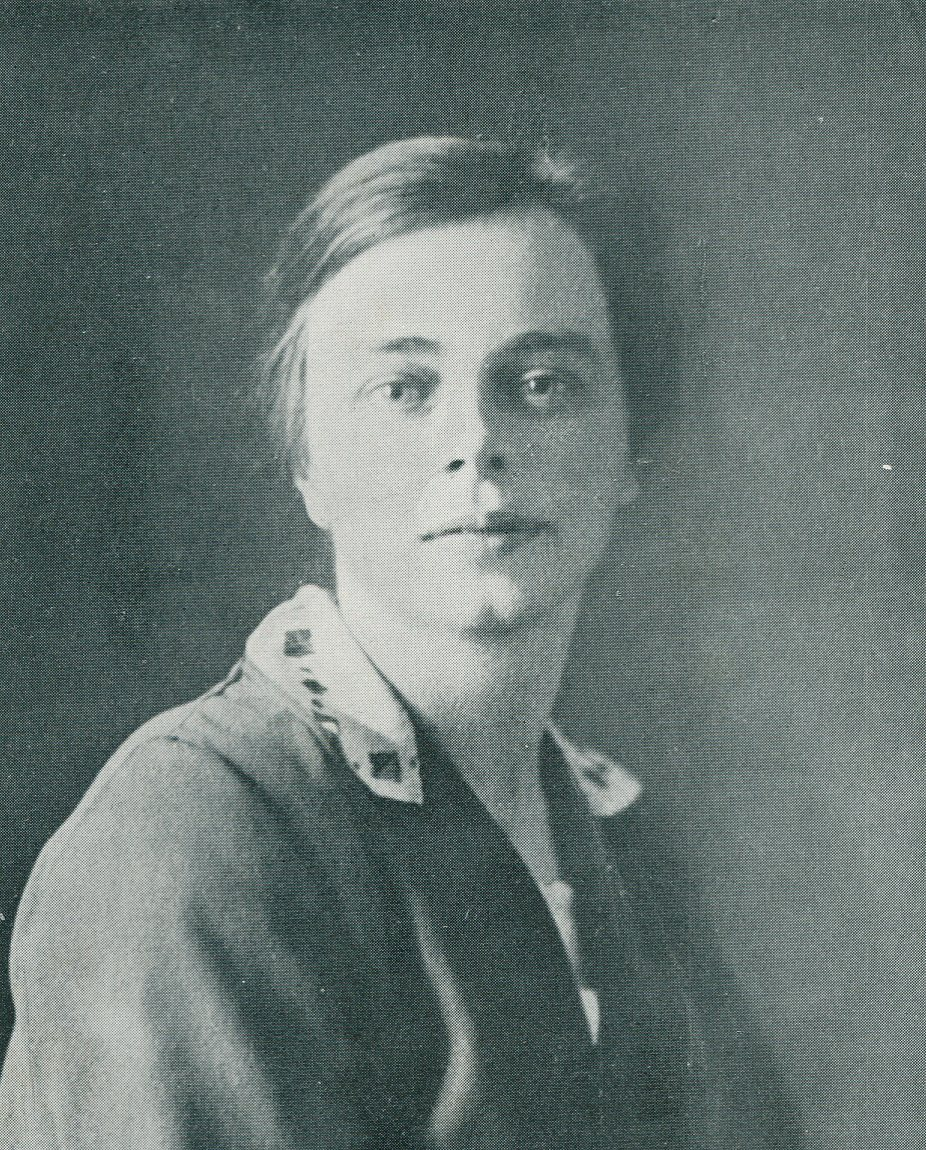
Christine Johanna Buisman

クリスティーネ・ヨハンナ・バイスマン（Christine Johanna Buisman、1900年3月22日 - 1936年3月27日）は、オランダの著名な植物病理学者である。彼女は特に、ニレ立枯病の原因究明と耐性品種の開発に関する先駆的な研究で知られている。

## 生い立ちと教育
バイスマンは1900年3月22日、レーワルデンの進歩的な家庭に4人兄弟の末娘として誕生した。地元の高校を卒業後、アムステルダム大学で生物学を専攻した。卒業後は、バールンにある植物病理学実験所「Willie Commelin Scholten」で経験を積んだ。その後、オランダ初の女性教授であるヨハンナ・ウェスターダイク（Johanna Westerdijk）が率いる微生物保存センター（Centraal Bureau voor Schimmelcultures: CBS）で助手として勤務し、1927年にはユトレヒト大学で博士号を取得した。

## ニレ立枯病研究への貢献
1926年、ニレ立枯病の研究プロジェクトが立ち上げられ、バイスマンはその主要なメンバーの一員となった。彼女は実験林で苗木に病状を再現させることに成功し、病気のメカニズム解明に大きく貢献した。
1929年にCBSを退職した後も、ベルリン＝ダーレム植物園で研究を継続した。同年、ジュネーブで開催された国際大学婦人連盟（International Federation of University Women）の会議に出席した際、アメリカの女子大学であるラドクリフ・カレッジの学長、バーニス・クロンクハイトと出会う。この出会いがきっかけとなり、彼女はアメリカ合衆国での研究職を得て、北米でのニレ立枯病研究に従事した。
しかし、バイスマンがアメリカに滞在中もオランダ国内ではニレ立枯病の蔓延が深刻化し、ヨハンナ・ウェスターダイクの要請を受けて1930年に帰国した。帰国後は、オランダの対策委員会に加わり、病害対策に尽力した。彼女はこの疾病に関して数多くの論文を発表し、専門家としての確固たる地位を確立した。特に、何千ものニレの苗木の中からニレ立枯病に耐性を持つ個体を選抜することに成功した功績は大きい。

## 死と遺産
バイスマンは1936年3月27日、わずか36歳で病によりこの世を去った。彼女の死後、両親はオランダの女性生物学研究者の海外での研究を支援するための財団を設立し、その功績を後世に伝えている。